# Janry Ubas
Janry Ubas (* 2. Januar 1994) ist ein philippinischer Leichtathlet, der sich auf den Zehnkampf spezialisiert hat und auch im Weitsprung an den Start geht.

## Sportliche Laufbahn
Erste internationale Erfahrung sammelte Janry Ubas im Jahr 2015, als er bei den Südostasienspielen in Singapur mit 6769 Punkten die Bronzemedaille im Zehnkampf hinter dem Vietnamesen Nguyễn Văn Huê und seinem Landsmann Jesson Ramil Cid gewann. Er ging auch im Stabhochsprung an den Start, überquerte dort aber keine Höhe. Im Jahr darauf erreichte er bei den Hallenasienmeisterschaften in Doha mit 7,00 m Rang zwölf im Weitsprung und 2017 gewann er bei den Südostasienspielen in Kuala Lumpur mit 7,75 m die Bronzemedaille hinter dem Vietnamesen Bùi Văn Đông und  dem Indonesier Suwandi Wijaya. Anschließend wurde er bei den Asian Indoor & Martial Arts Games in Aşgabat mit 7,40 m Vierter. 2018 nahm er erstmals an den Asienspielen in Jakarta teil, schied dort aber mit 7,36 m in der Qualifikation aus. Auch bei den Leichtathletik-Asienmeisterschaften 2019 in Doha reichten 7,44 m nicht für einen Finaleinzug. Im Dezember gewann er dann bei den Südostasienspielen in Capas mit 6769 Punkten die Bronzemedaille im Zehnkampf hinter dem Philippiner Aries Toledo und Bùi Văn Sự aus Vietnam. Zudem erreichte er im Weitsprung mit 7,62 m den fünften Platz. 2022 sicherte er sich bei den Südostasienspielen in Hanoi mit 7,73 m die Silbermedaille im Weitsprung hinter dem Vietnamesen Nguyễn Tiến Trọng und gewann mit 6977 Punkten erneut die Bronzemedaille im Zehnkampf, diesmal hinter dem Thailänder Suttisak Singkhon und Landsmann Aries Toledo.
2023 gewann er bei den Hallenasienmeisterschaften in Astana mit 5246 Punkten die Bronzemedaille im Siebenkampf hinter den Japanern Yuma Maruyama und Keisuke Okuda. Zudem schied er im Weitsprung mit 7,42 m in der Vorrunde aus. Im Mai siegte er mit 7,85 m im Weitsprung bei den Südostasienspielen in Phnom Penh und gewann im Zehnkampf mit 6923 Punkten die Silbermedaille hinter dem Thailänder Sutthisak Singkhon. Anschließend gelangte er bei den Asienmeisterschaften in Bangkok mit 7,98 m auf den siebten Platz im Weitsprung. Im Oktober belegte er bei den Asienspielen in Hangzhou mit 7,80 m den siebten Platz. Im Jahr darauf belegte er bei den Hallenasienmeisterschaften in Teheran mit 7,60 m den fünften Platz im Weitsprung.
2021 wurde Ubas philippinische Meister im Weitsprung.

## Persönliche Bestleistungen
- Weitsprung: 8,08 m (0,0 m/s), 8. Mai 2023 in Phnom Penh (philippinischer Rekord)
  - Weitsprung (Halle): 7,66 m, 11. Februar 2023 in Astana (philippinischer Rekord)
- Zehnkampf: 6977 Punkte: 15. Mai 2022 in Hanoi
  - Siebenkampf (Halle): 5246 Punkte, 12. Februar 2023 in Astana (philippinischer Rekord)